# (332) Siri

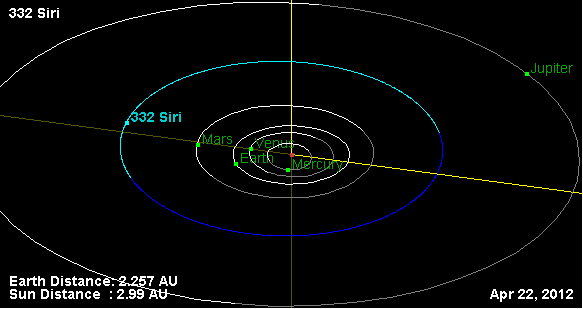

(332) Siri est un astéroïde de la ceinture principale découvert par Max Wolf le 19 mars 1892.